# Epalzeorhynchos kalopterus
Epalzeorhynchos kalopterus (Bleeker, 1851) è un pesce osseo d'acqua dolce appartenente alla famiglia Cyprinidae, conosciuto anche con il sinonimo Epalzeorhynchus kallopterus.

## Distribuzione e habitat
Questa specie è diffusa nella parte meridionale della penisola Malese e nelle isole indonesiane di Sumatra, Giava e Borneo. Vive tipicamente sulla superficie inferiore di oggetti galleggianti, anche imbarcazioni. Risulta introdotta nelle Filippine ma è ignoto se sia o meno naturalizzata.

## Descrizione
Misura fino a 16 cm.

## Comportamento
Solitario e territoriale.

## Alimentazione
È una specie onnivora che si nutre sia di invertebrati che di alghe ed altro materiale vegetale.

## Acquariofilia
Comunemente allevato in acquario. Necessita di una vasca di almeno 100 cm in cui deve essere allevato un solo esemplare.